# E80号線

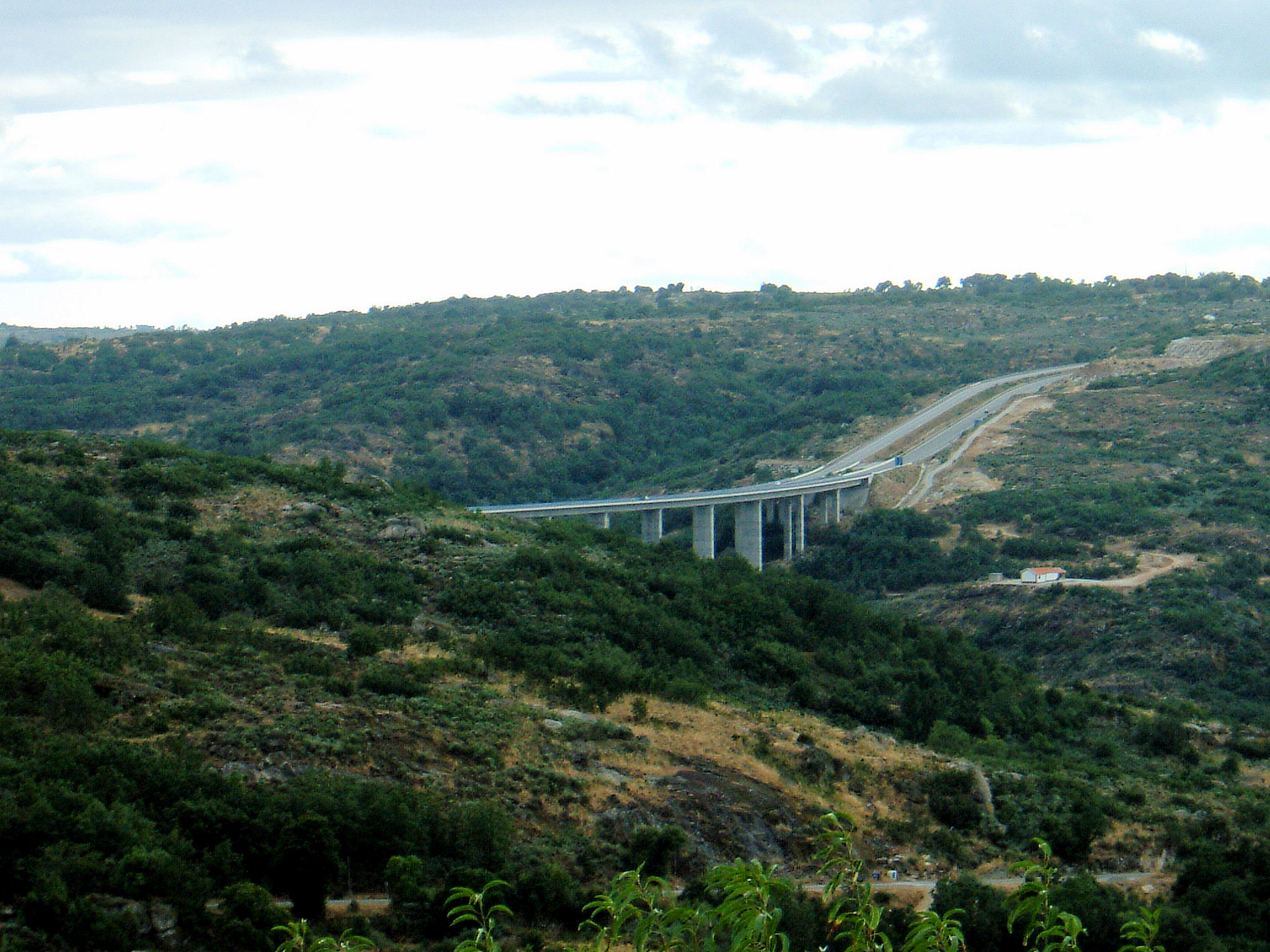
ポルトガルのアヴェイロ - グアルダ間を走るA25のE80指定区間

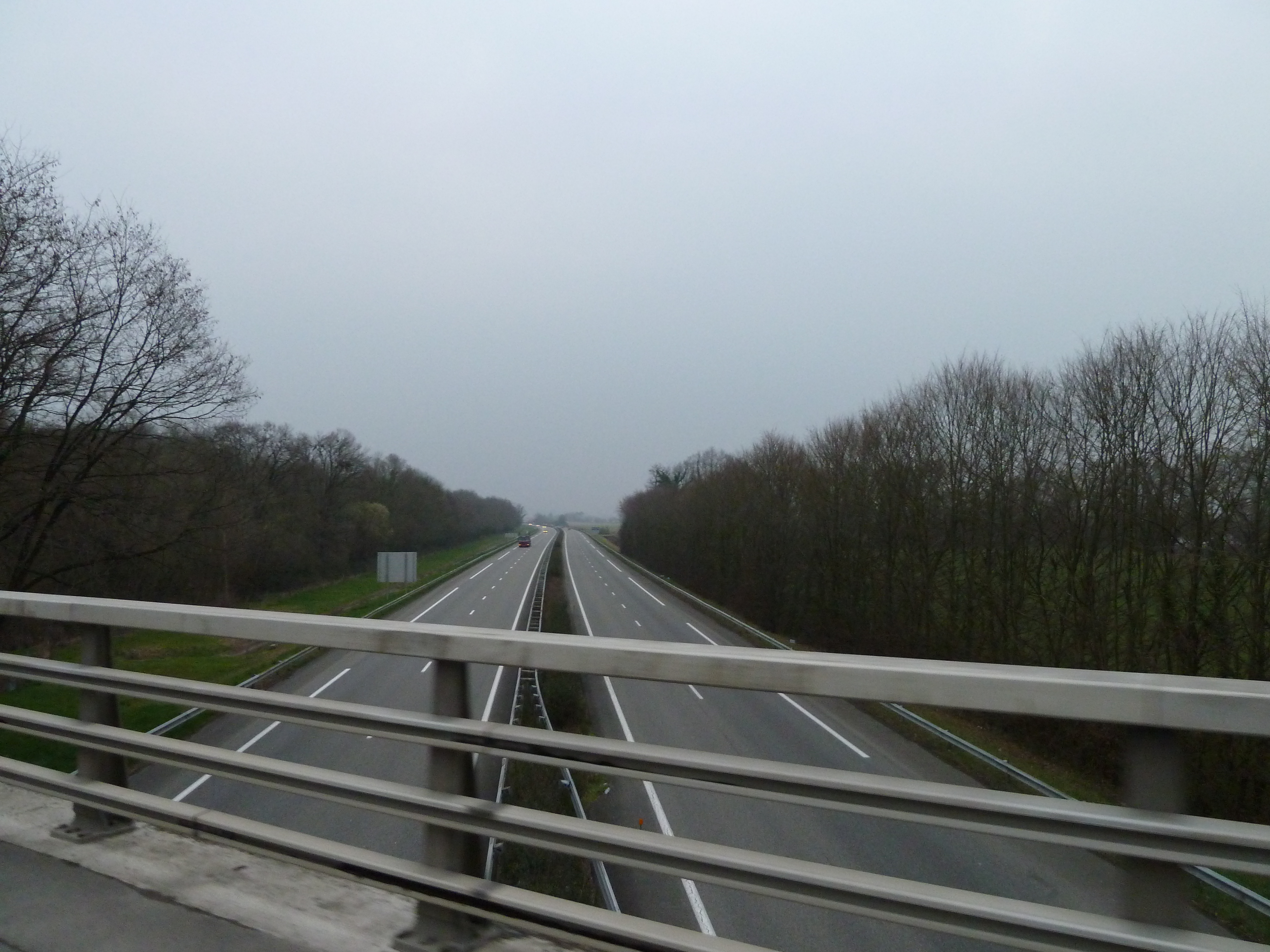
フランス南西部を走るオートルート 64（ポー付近）

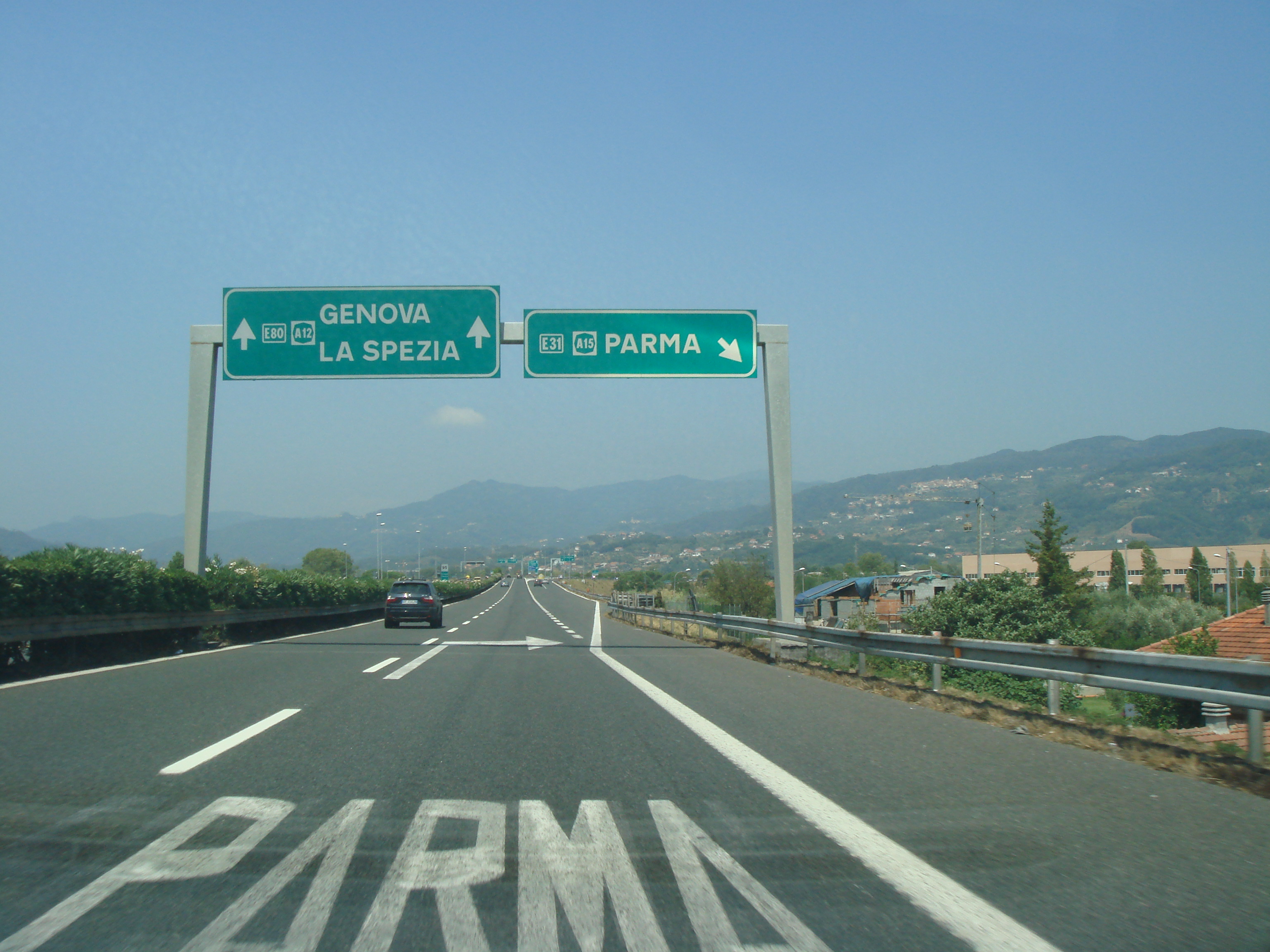
イタリアのサルザーナ付近

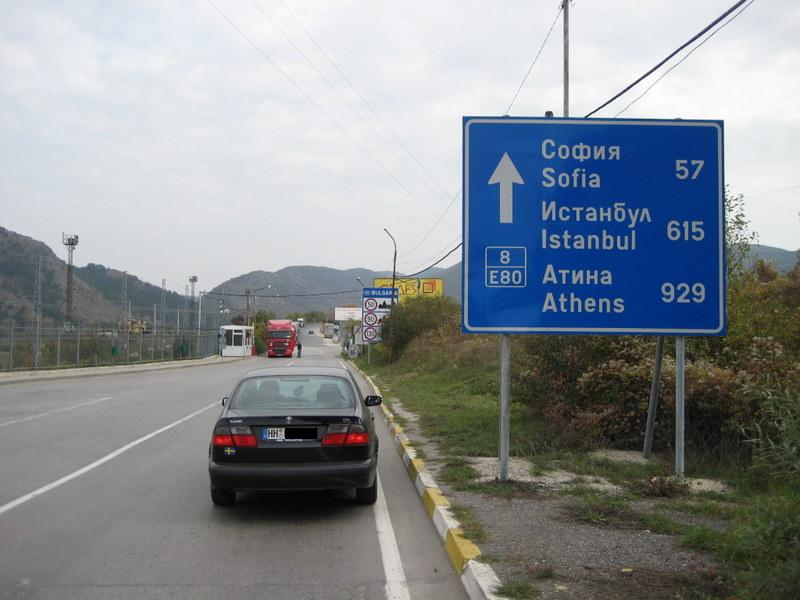
セルビア国境に近いブルガリアのドラゴマンを走るE80

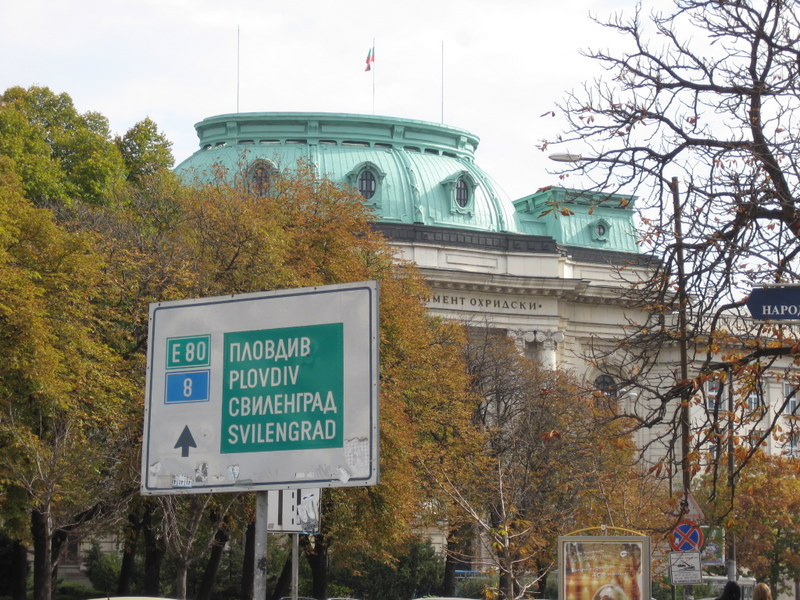
ソフィアにあるE80の二か国語標識

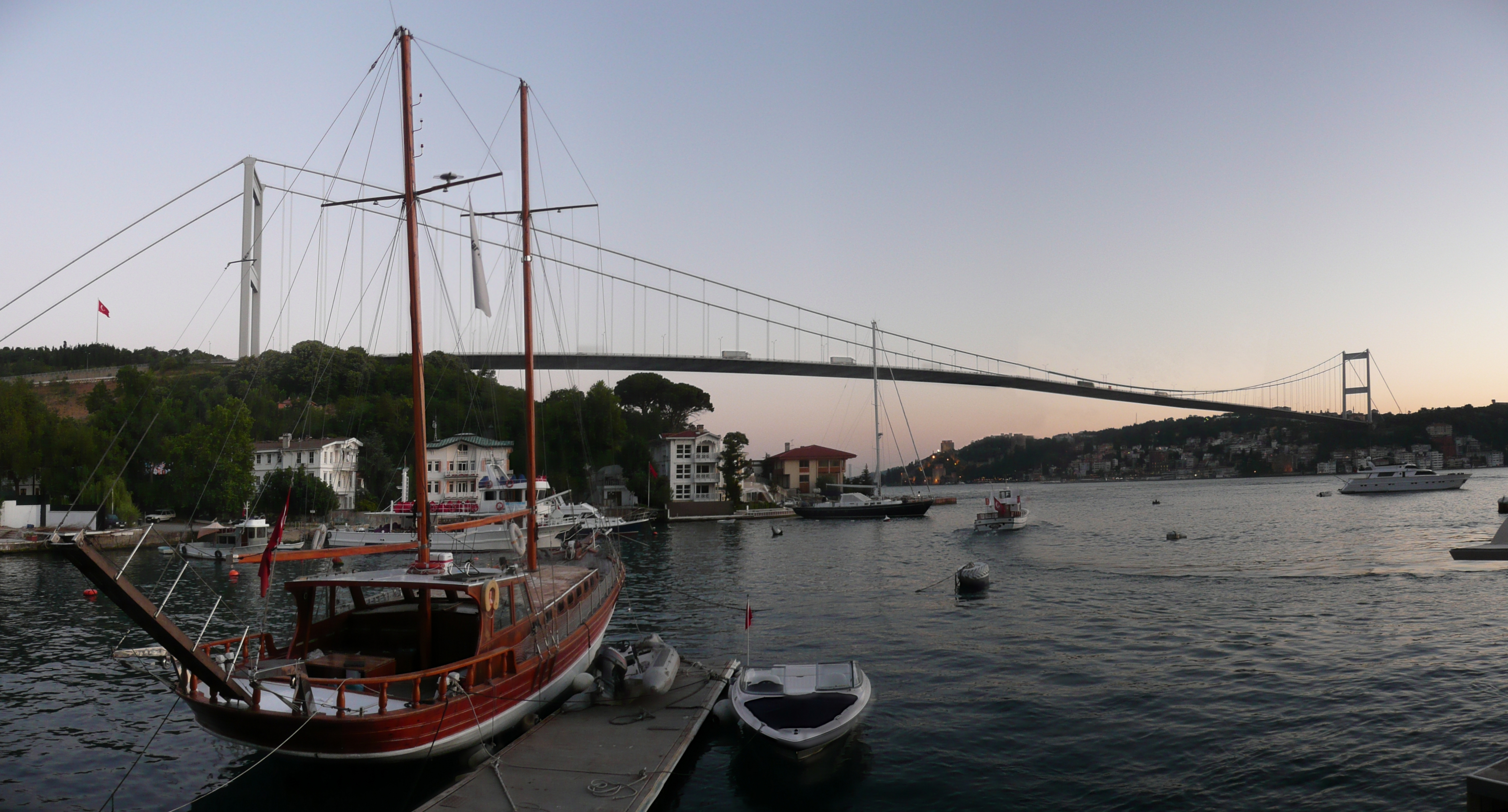
E80区間の一部であるファーティフ・スルタン・メフメト橋のパノラマ風景（トルコ イスタンブール）

E80号線 (E80ごうせん、英: European route E80) または欧州横断自動車道 (おうしゅうおうだんじどうしゃどう、Trans-European Motorway; TEM) は、東欧と西欧を結ぶ欧州自動車道路のAクラス幹線道路。ポルトガルのリスボンから途中に8か国を経由してイランとの国境に面するトルコのギュルブラクまで延びている。全長は約5,700km。クロアチアのドゥブロヴニクからコソボのプリシュティナまではE65と重複する。
ブルガリア・トルコ国境から終点のトルコ・イラン国境までアジアハイウェイの1号線(AH1)と重複している。アジアハイウェイ1号線は日本の東京を起点とし、アジアの東部及び南部を横断し、ブルガリア・トルコ国境を終点とする路線である。

## 経路

### ポルトガル
- リスボン - サンタレン - レイリア - コインブラ - アルベルガリア＝ア＝ヴェリャ
- : アルベルガリア＝ア＝ヴェリャ - ヴィゼウ - グアルダ - (スペイン国境)

### スペイン
- :(ポルトガル国境) -フエンテスデオニョーロ
- : フエンテスデオニョーロ - サラマンカ - バリャドリッド - ブルゴス - 至A1
- : ブルゴス
- : ブルゴス
- : ブルゴス - ビトリア＝ガステイス - 至A8(経由)
- : AP1 - サン・セバスティアン - (フランス国境)

### フランス
- : (スペイン国境) - ビアリッツ - バイヨンヌ
- : バイヨンヌ - ポー - タルブ - トゥールーズ
- : トゥールーズ
- : トゥールーズ - カルカソンヌ - ナルボンヌ
- : ナルボンヌ - ベジエ - モンペリエ - ニーム
- : ニーム - サロン＝ド＝プロヴァンス
- : サロン＝ド＝プロヴァンス - 至A8
- : A7 - エクス＝アン＝プロヴァンス - フレジュス/サン＝ラファエル - カンヌ - アンティーブ - ニース - モナコ近郊 - (イタリア国境)

### イタリア
- : (フランス国境) - サヴォーナ - ジェノヴァ
- : ジェノヴァ - ラ・スペツィア - マッサ - ピサ/リヴォルノ - S1
- : A12 - グロッセート - A12
- : S1 - ローマ
- : ローマ - A25
- : A24 - ペスカーラ (フェリーでクロアチアへ至る)

### クロアチア
- : ドゥブロヴニク (フェリーでイタリアへ至る) - (モンテネグロ国境)

#### モンテネグロ
- : (クロアチア国境) - ヘルツェグ・ノヴィ - ブドヴァ - ポドゴリツァ - コラシン - モイコヴァツ - ビイェロ・ポリェ郊外 - ベラネ - ロジャイェ - (セルビア国境0)

### セルビア
- : (モンテネグロ国境) - ヴェセニツェ
- : ヴェセニツェ - Vitkovice - (コソボ国境)

#### コソボ
- : (セルビア国境1) - ミトロヴィツァ - ヴシュトリア（英語版） - プリシュティナ
- : プリシュティナ
- : プリシュティナ - (セルビア国境2)

#### セルビア
- : マーダレ - プロクプリェ - チョケト
- : ニシュ
- : ニシュ - ベラ・パランカ（英語版） （経由）
- : プリシュティナ - ポドゥイェヴァ（英語版） - ピロト - ディミトロヴグラード - (ブルガリア国境)

### ブルガリア
- : (セルビア国境) - ソフィア
- : ソフィア
- : ソフィア - プロヴディフ - チルパン
- : チルパン - ディミトロヴグラト - スヴィレングラード（英語版） - カピタン・アンドレーエボ（英語版） - (トルコ国境)

トルコ～イランの欧州自動車道E80号線はアジアハイウェイ1号線(AH-1)にも指定されている。
AH-1はアジア南部を横断して日本の東京にいたる路線である。

### トルコ
- : (ブルガリア国境) - カプクレ - エディルネ
- : エディルネ - ババエスキ（英語版） - シリウリ（英語版） - イスタンブール
- : イスタンブール
- : イスタンブール - イズミット - デュズジェ - ボル - ゲレデ（英語版）
- : ゲレデ - メルジフォン（英語版） - エルズルム - ギュルブラク（英語版） (イラン国境)

### イラン
- : バーザルガーン（トルコ国境）

## 座標
- 西端 - リスボン 北緯38度47分24.2秒 西経9度6分49.6秒 / 北緯38.790056度 西経9.113778度
- 東端 - ギュルブラク 北緯39度24分37秒 東経44度22分41.6秒 / 北緯39.41028度 東経44.378222度